# Agatha Christie's Great Detectives Poirot and Marple
Agatha Christie's Great Detectives Poirot and Marple (アガサ・クリスティーの名探偵ポワロとマープル) je anime adaptacija priča Agathe Christie s njezinim likovima Miss Marple i Hreculeom Poirotom. Režirao ga je Naohito Takahashi, a emitirao se na japanskoj televiziji NHK od 4. srpnja 2004. do 15. svibnja 2005. u 39 epizoda. 